# Vaquería
Vaquería é um distrito do Paraguai, Departamento Caaguazú. Possui uma população de 10.628 habitantes. Sua economia é baseada na agricultura.

## Transporte
O município de San Joaquim é servido pela seguinte rodovia:
- Caminho em pavimento ligando a cidade ao município de Caaguazú
- Caminho em terra ligando a cidade ao município de Tembiaporá
- Caminho em terra ligando a cidade ao município de Nueva Toledo[1][2][3]